# خليج برنيس
خليج برنيس ((باليونانية: Akathartos Kolpos)‏، "الخليج غير النظيف"؛ (باللاتينية: Sinus Immundus)‏) هو خليج على الجانب المصري من البحر الأحمر بمحافظة البحر الأحمر.

## جغرافية
يقع خليج برنيس شمال مدارالسرطان. المدينة التي تقع في معظم القسم الداخلي للخليج هي برنيس. الجزء الشمالي خليج برنيس هو شبه جزيرة تسمى رأس بناس. تقع أطلال برنيس القديمة على الخليج.

### جزر
يحتوي خليج برنيس على العديد من الجزر التي تشكلت من خلال صخور برزت من تحت مياه البحر بالقرب من دثار الأرض أثناء التقاء صفيحتين قاريتين تحت البحر الأحمر. من أبرز هذه الجزر هي جزيرة مكوى.

## الترفيه
يشتهر خليج برنيس بين السياح هواة الغوص. تقيد التيارات القوية شديدة الْخَطَر الغواصين المتمرسين فقط في بعض الأماكن حيث يمكنهم مراقبة الشعاب المرجانية.